# 아제이 메타
아제이 메타(Ajay Mehta, 1938년 7월 3일 ~ )는 인도의 배우이다.
뉴델리에서 태어났다.

## 출연 작품
- 킬러의 보이프렌드 (2017년) - 샘 역
- 지.아이.조 2 (2013년) - 인도 대통령 역
- 투 빅 투 페일 (2011년)
- 해피 피트 2 (2011년) - 인도 펭귄 목소리 역
- 애쉬즈 (2009년)
- 레이크뷰 테라스 (2008년)
- 일라이스톤 (2008년) - 닥터 산제이 라자팍사 역
- 슈퍼히어로 (2008년)
- 어메리커나이징 쉘리 (2007년)
- 이슬람 세계에서 코미디 찾기 (2005년)
- 목격자 (2002년)
- 스파이더맨 (2002년)
- 세렌디피티 (2001년)
- 디스코의 마지막 날 (1998년)
- 카마수트라 2 - 몬순 (1998년)
- 머시 (1995년)
- 80일간의 세계일주 (1989년)

### 텔레비전
- 성범죄수사대: SVU (2000-02)
- 로열 페인스 (2009-14)